# Liste der Monuments historiques in Mouroux
Die Liste der Monuments historiques in Mouroux führt die Monuments historiques in der französischen Gemeinde Mouroux auf.

## Liste der Objekte
| Bezeichnung | Beschreibung          | Standort                     | Kennzeichnung | Schutzstatus | Datum | Bild |
| ----------- | --------------------- | ---------------------------- | ------------- | ------------ | ----- | ---- |
| Hauptaltar  | Holz, 18. Jahrhundert | in der Kirche St-Rémi (Lage) | PM77004573    | Inscrit      | 1986  |      |